# Opéra (bolo)

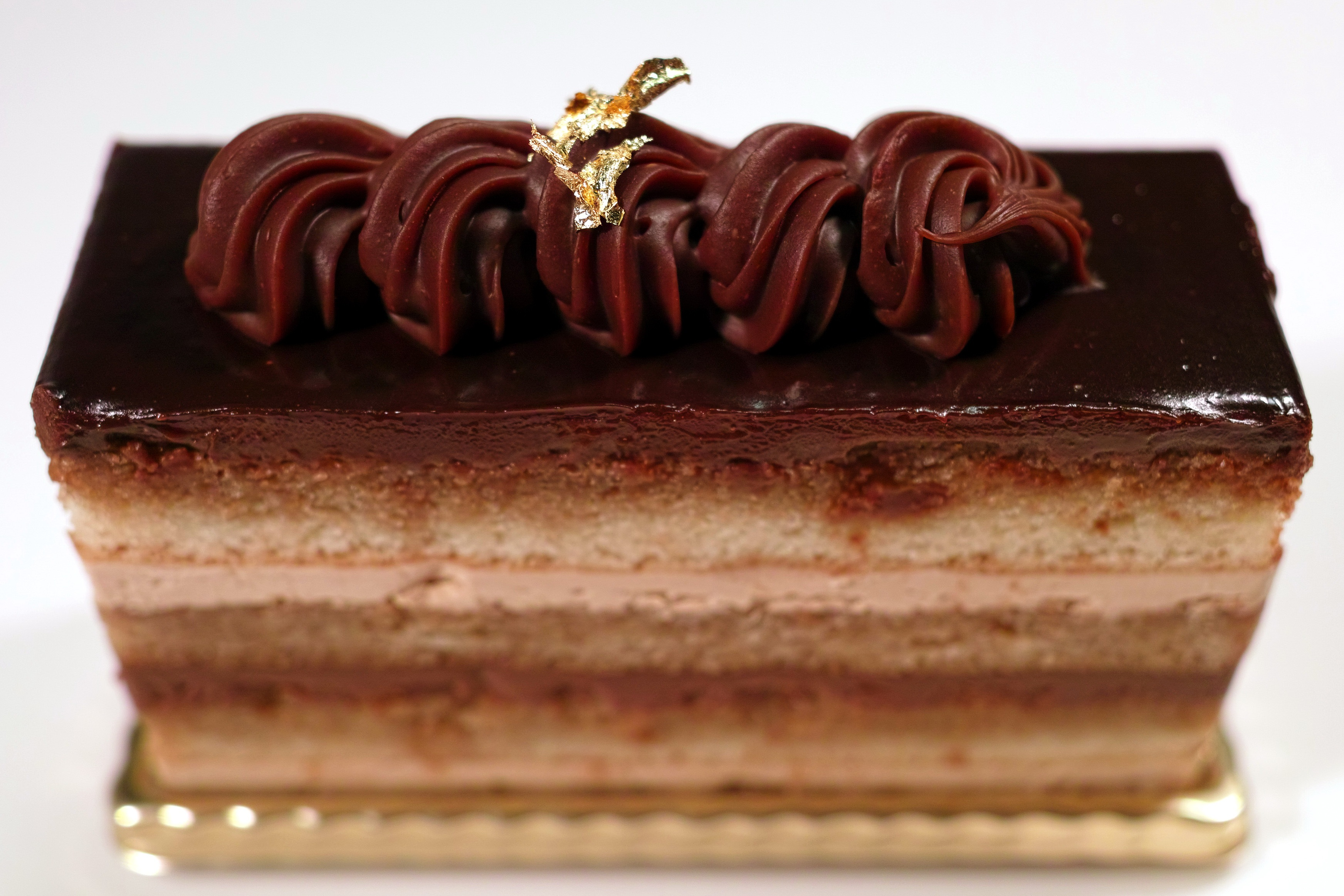
O bolo opéra possui várias camadas.

Bolo opéra (em francês:  Gâteau opéra) é um bolo francês feito com camadas de pão de ló de amêndoa (conhecido como Joconde em francês) embebido em calda de café, em camadas com ganache e café (ou Grand Marnier) creme de manteiga francês e coberto com cobertura de chocolate. 

Seu homônimo se origina das camadas que lembram os níveis de uma casa de ópera.
De acordo com o Larousse gastronomique, "Opéra gâteau é um elaborado pão de ló de amêndoa com recheio e cobertura de café e chocolate."  Tradicionalmente, a palavra Opera também é escrita em cima da cobertura de chocolate. Folha de ouro comestível às vezes é adicionada à apresentação. 

## Origem
Um anúncio em Le Gaulois em 1899 oferece um "gâteau opéra". 
O bolo foi popularizado pela casa de patisserie francesa Dalloyau, mas sua origem não é clara. Cyriaque Gavillon afirmou ter criado o bolo em 1955   e que sua esposa Andrée Gavillon o nomeou em homenagem à Opéra Garnier. 
Gaston Lenôtre (1920–2009) afirmou que inventou a sobremesa em 1960. 